# Essai de prise du ciment
L' essai de prise du ciment est un essai en laboratoire qui consiste à déterminer le temps disponible pour la mise en œuvre in situ des mortiers et des bétons. 
La présence de régulateur de prise dans la masse des liants hydrauliques offre à ces derniers, après gâchage, une prise qui commence après une période bien déterminée.
Il est donc nécessaire de connaître la phase de début de prise  des liants hydrauliques en vue de déterminer le temps disponible pour la mise en œuvre des mortiers et des bétons dont ils sont confectionnés. Les essais se font à l’aide de l'appareil de Vicat qui donne deux repères pratiques : le début de prise et la fin de prise.

## But de Essai de prise du ciment
Le but est de mesurer le temps de prise du liant hydraulique (ciment) à l’aide de l’appareil de Vicat, autrement dit, le temps qu’il faut pour qu’il se solidifie. Pour cela, on mesurera l’enfoncement de l’aiguille dans le ciment, du temps de gâchage, et le temps de début de prise. On procédera à deux manipulations ,en présence du plâtre afin d’accélérer le processus de  solidification.

## Propriétés caractéristiques des liants hydrauliques
En fait, une analyse détaillée peut révéler leur composition chimique, les principales propriétés qui intéressent le constructeur sont :
- La durée de prise : elle est très changeable, de 10 minutes pour les liants à prise rapide jusqu’à 15 jours et au-delà pour les liants à prise très lente. La prise a toujours lieu avec dégagement de chaleur et diminution de volume ou retrait.
- La résistance à la compression et à la traction.

## Essai de réception des liants hydrauliques
Les conditions auxquelles doivent satisfaire les liants hydrauliques sont fixées par les cahiers des charges et des normes tel que la norme européenne EN 196-3. Ces normes sont destinées aux grands Travaux Publics. Ces conditions sont vérifiées par des essais de laboratoire dont nous mentionnerons le principal qui est la prise d’essai à l’aiguille de Vicat.

## Prise d’essai à l’aiguille de Vicat
On dispose une aiguille verticale coulissante de 1 mm² de section et pesant 300 grammes au-dessus d’un récipient (le moule), contenant une pâte préparée. On appelle durée du début de prise le temps qui s’écoule entre l’instant du contact de l’eau avec le liant et celui où l’aiguille, descendue normalement c’est-à-dire 4mm, pour les ciments courants. Les normes actuellement en vigueur indiquent que la mesure de durée de début de prise doit se faire sur du mortier normal, la coupelle de l’aiguille de Vicat étant maintenue dans l’eau.

## Principe

Diagramme de prise du ciment

L’essai consiste à suivre la transformation d’état d’un matériau visqueux, facile à travailler à l’état d’un matériau durci (plus difficile voire impossible à travailler). Le temps de début de prise est déterminé à l'instant où l'aiguille de Vicat (S= 1 mm2, masse = 300 g) ne s'enfonce plus jusqu'au fond d'une pastille de pâte pure de ciment à propriétés normalisés. 
L’appareil de Vicat est utilisé à la fois pour la détermination de la consistance normale ainsi qu’à la mesure du temps de début de prise. En effet, pour chaque liant utilisé, il y a une teneur en eau nécessaire qui donne à la pâte une consistance dite normale. La détermination de cette teneur en eau est en fait un préalable à la mesure de la prise.

## Matériel utilisé

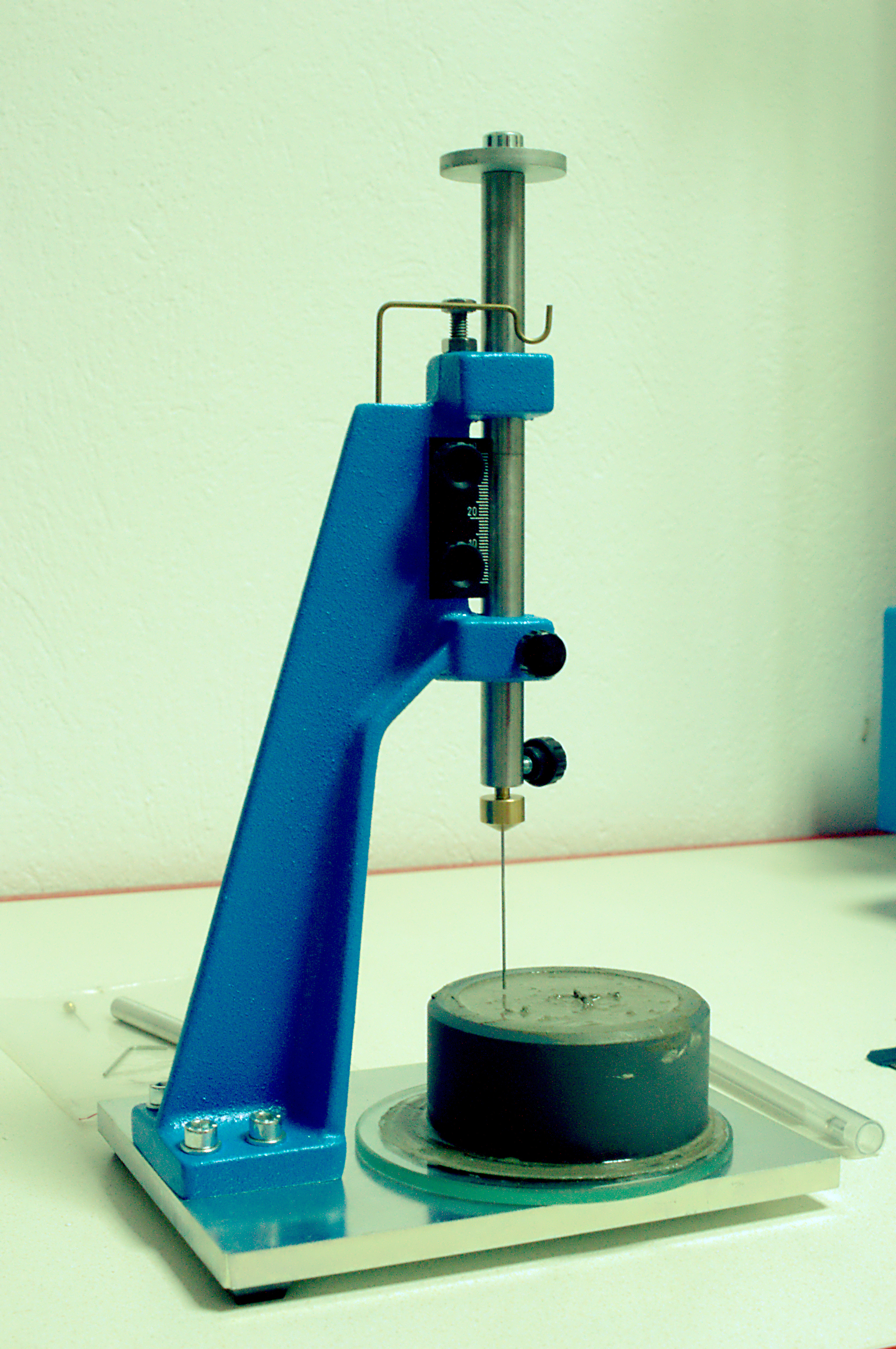
Appareil de Vicat

- Salle climatisée : l’essai doit se dérouler dans une salle, dont la température est de 20 ± 2 °C et dont l’humidité relative est supérieure à 50 %,
- Malaxeur normalisé : avec une cuve de 5 litres de contenance et d’une pale de malaxage pouvant tourner à deux vitesses (dites lente 140 tr/min et rapide 285 tr/min),
- Appareil de Vicat : l’appareil est composé d’un moule tronconique (h=40 mm d1= 70 mm et d2= 80 mm) et d’une tige coulissante,
- Balance précise à 0,1 g près,
- Chronomètre précis à 0,1 s près.

## Mode opératoire
L'essai de prise se réalise selon les étapes suivantes :
- préparer 0.5 kg de ciment, une pâte pure de rapport E/C=0,26, verser l’eau dans la cuve du malaxeur contenant le ciment,
- mettre le malaxeur en marche (voir le tableau qui suit pour la marche à suivre) et déclencher le chronomètre
- la pâte est alors rapidement introduite dans le moule tronconique posé sur une plaque de verre, sans tassement ni vibration excessifs. Il faut enlever l’excès de pâte par un mouvement de va-et-vient effectué avec une truelle maintenue perpendiculairement à la surface supérieure du moule. Puis l’ensemble est placé sur la platine de l’appareil de Vicat.
- la sonde est amenée à la surface de l’échantillon et relâchée sans élan (sans vitesse). La sonde alors s’enfonce dans la pâte. Lorsqu’elle est immobilisée (ou après 30 s d’attente), relever la distance d séparant l’extrémité de l’aiguille de la plaque de base.
- la pâte sera à consistance normale si d= 6 mm ± 1 mm :
  - si d > 7 mm : il n’y a pas assez d’eau,
  - si d < 5 mm : il y a trop d’eau.
    - Dans les 2 cas, il faut jeter la pâte, nettoyer et sécher le matériel et recommencer avec une nouvelle W.